# Thlaspi kovatsii
Thlaspi kovatsii là một loài thực vật có hoa trong họ Cải. Loài này được Heuff. miêu tả khoa học đầu tiên năm 1853.